# National Rugby League 2017
La National Rugby League de 2017 fue la 110.ª edición del torneo de rugby league más importante de Australia y Nueva Zelanda.

## Formato
Los clubes se enfrentaron en una fase regular de todos contra todos en condición de local y visitante, los ocho equipos mejor ubicados al terminar esta fase clasificaron a la postemporada.
Se otorgaron 2 puntos por el triunfo, 1 por el empate y ninguno por la derrota.

### Postemporada

#### Finales de eliminación (fase 1)
- 5° vs 8° puesto - ganador avanza a las semifinales
- 6° vs 7° puesto - ganador avanza a las semifinales

#### Finales de clasificación (fase 2)
- 1° vs 4° puesto - ganador avanza a las final preliminar, perdedor avanza a semifinales
- 2° vs 3° puesto - ganador avanza a las final preliminar, perdedor avanza a semifinales

#### Semifinales (fase 3)
- Perdedor fase 2 vs ganador fase 1 - ganador avanza a la final preliminar
- Perdedor fase 2 vs ganador fase 1 - ganador avanza a la final preliminar

#### Final preliminar (fase 4)
- Ganador fase 2 vs ganador fase 3 - ganador avanza a la gran final
- Ganador fase 2 vs ganador fase 3 - ganador avanza a la gran final

#### Final
- Ganadores fase 4

## Desarrollo

### Tabla de posiciones
| Pos. | Equipo                        | Encuentros | Encuentros | Encuentros | Encuentros | Tantos | Tantos | Tantos | Puntos |
| Pos. | Equipo                        | PJ         | PG         | PE         | PP         | F      | C      | Dif    | Puntos |
| ---- | ----------------------------- | ---------- | ---------- | ---------- | ---------- | ------ | ------ | ------ | ------ |
| 1    | Melbourne Storm               | 24         | 20         | 0          | 4          | 633    | 336    | +297   | 44     |
| 2    | Sydney Roosters               | 24         | 17         | 0          | 7          | 500    | 428    | +72    | 38     |
| 3    | Brisbane Broncos              | 24         | 16         | 0          | 8          | 597    | 433    | +164   | 36     |
| 4    | Parramatta Eels               | 24         | 16         | 0          | 8          | 496    | 457    | +39    | 36     |
| 5    | Cronulla-Sutherland Sharks    | 24         | 15         | 0          | 9          | 476    | 407    | +69    | 34     |
| 6    | Manly-Warringah Sea Eagles    | 24         | 14         | 0          | 10         | 552    | 512    | +40    | 32     |
| 7    | Penrith Panthers              | 24         | 13         | 0          | 11         | 504    | 459    | +45    | 30     |
| 8    | North Queensland Cowboys      | 24         | 13         | 0          | 11         | 467    | 443    | +24    | 30     |
| 9    | St. George Illawarra Dragons  | 24         | 12         | 0          | 12         | 533    | 450    | +83    | 28     |
| 10   | Canberra Raiders              | 24         | 11         | 0          | 13         | 558    | 497    | +61    | 26     |
| 11   | Canterbury-Bankstown Bulldogs | 24         | 10         | 0          | 14         | 360    | 455    | −95    | 24     |
| 12   | South Sydney Rabbitohs        | 24         | 9          | 0          | 15         | 464    | 564    | −100   | 22     |
| 13   | New Zealand Warriors          | 24         | 7          | 0          | 17         | 444    | 575    | −131   | 18     |
| 14   | Wests Tigers                  | 24         | 7          | 0          | 17         | 413    | 571    | −158   | 18     |
| 15   | Gold Coast Titans             | 24         | 7          | 0          | 17         | 448    | 638    | −190   | 18     |
| 16   | Newcastle Knights             | 24         | 5          | 0          | 19         | 428    | 648    | −220   | 14     |

|  | Postemporada. |

### Postemporada

#### Finales de clasificación
| 8 de septiembre | Sydney Roosters | 24 - 22 | Brisbane Broncos |  |  |

| 9 de septiembre | Melbourne Storm | 18 - 16 | Parramatta Eels |  |  |

#### Finales de eliminación
| 9 de septiembre | Manly-Warringah Sea Eagles | 10 - 22 | Penrith Panthers |  |  |

| 10 de septiembre | Cronulla-Sutherland Sharks | 14 - 15 | North Queensland Cowboys |  |  |

#### Semifinal
| 15 de septiembre | Brisbane Broncos | 13 - 6 | Penrith Panthers |  |  |

| 16 de septiembre | Parramatta Eels | 16 - 24 | North Queensland Cowboys |  |  |

#### Finales premilinares
| 22 de septiembre | Melbourne Storm | 30 - 0 | Brisbane Broncos |  |  |

| 23 de septiembre | Sydney Roosters | 16 - 29 | North Queensland Cowboys |  |  |

#### Final
| 1 de octubre | Melbourne Storm | 34 - 6 | North Queensland Cowboys | ANZ Stadium, Sídney             |  |
|              |                 |        |                          | Asistencia: 79.722 espectadores |  |

| Bandera de Australia    |
| Campeón Melbourne Storm |
| Tercer título           |